# بخش سورسه
بخش سورسه یکی از بخشهای ایالت لوسرن  در کشور سوئیس است.